# Riley Lachance
Riley Jacob Lachance (ur. 31 marca 1996) – amerykański koszykarz, występujący na pozycji rozgrywającego, obecnie zawodnik Crelan Okapi Aalstar.
26 czerwca 2018 podpisał umowę z GTK Gliwice.
31 lipca 2019 został zawodnikiem belgijskiego Crelan Okapi Aalstar.

## Osiągnięcia
Stan na 31 lipca 2019, na podstawie, o ile nie zaznaczono inaczej.
NCAA
- Uczestnik turnieju NCAA (2016, 2017)
- Zaliczony do:
  - I składu:
    - najlepszych zawodników pierwszorocznych konferencji Southeastern (SEC – 2015)
    - turnieju SEC (2017)

  - II składu SEC (2015)